# Драчево (Зъхненско)
Вижте пояснителната страница за други значения на Драчево.
Дра̀чево или Дра̀чово (на гръцки: Λευκοθέα, Левкотеа, до 1927 Δράτσοβον, Драцовон) е бивше село в Република Гърция, разположено на територията на дем Зиляхово, област Централна Македония.

## География
Селото е разположено в историко-географската област Зъхна на около 5 километра южно от Алистрат (Алистрати) в хълмиста местност, близо до река Драматица. На отсрещния ляв (южен) бряг на реката е Гара Ангиста.

## История

### Етимология
Според Йордан Н. Иванов името Драчово е по лично име. Жителското име дра̀човѐнин, дра̀човѐнка, дра̀човѐне – говорът е екав.

### В Османската империя
Църквата „Успение Богородично“ е трикорабна базилика от XIX век.
Гръцка статистика от 1866 година показва Драдзова, Традзова (Δράτζοβα, Τράτζοβα) като село със 150 жители българи православни. В „Етнография на вилаетите Адрианопол, Монастир и Салоника“, издадена в Константинопол в 1878 година и отразяваща статистиката на населението от 1873, Драчово (Dratchovo) е посочено като село с 59 домакинства и 190 жители българи. В 1889 година Стефан Веркович („Топографическо-этнографическій очеркъ Македоніи“) отбелязва Драчюво като село със 79 български къщи.
В 1891 година Георги Стрезов пише за селото:
| „ | Драчево, намира се на И. от Зиляхово на 1 1/2 ч. Същото местоположение и същата почва, както в Мандил. Църква гръцка и училище в църковния двор с 15 ученика. 60 къщи българе. | “ |

Към 1900 година според статистиката на Васил Кънчов („Македония. Етнография и статистика“) в Драченъ (Драчево) живеят 300 души, всички българи християни.
По данни на секретаря на Българската екзархия Димитър Мишев („La Macédoine et sa Population Chrétienne“) през 1905 година в Драчево (Dratchevo) има 320 българи патриаршисти.

### В Гърция
След Междусъюзническата война селото остава в пределите на Гърция. Името на селото е сменено в 1926 година на Левкотеа, като официално в регистрите смяната е направена в 1927 година. В 1928 година Драчево е представено като изцяло бежанско село с 10 бежански семейства и 41 жители общо.
Старото село в полите на Сминица е изоставено и около Гара Драчево (Σταθμός Λευκοθέας) на 5 километра югоизточно, на десния бряг на Драматица се оформя ново селище, което често е наричано Драчево (Левкотеа), а старото село – Старо Драчево (Палеа Левкотеа).